# FC Telawi
Der FC Telawi (georgisch სკ თელავი, englisch Telavi) ist ein georgischer Fußballverein aus Telawi der in der ersten Spielklasse Georgiens, der Erovnuli Liga, spielt. Die Klubfarben sind blau-weiß.

## Geschichte
Nachdem im Jahr 2014 der Verein FC Kacheti Telawi aufgrund finanzieller Schwierigkeiten aufgelöst worden war, gründeten die drei ehemaligen georgischen Nationalspielern Soso Grishikashvili, Aleksandre Amisulaschwili und Irakli Vashakidze den Verein am 19. Juli 2016, um Telawi im georgischen Fußball wieder professionell auf die Landkarte zu bringen. Der Verein trägt seine Heimspiele im 12.000 Plätze umfassenden Giwi-Tschocheli-Stadion aus, benannt nach dem aus Telawi stammenden Fußballer und Funktionär Giwi Tschocheli.
Im Jahr 2017 gelang dem Klub das erste Mal der Aufstieg in die zweitklassige Erovnuli Liga 2, ehe zwei Jahre später der Aufstieg in die georgische Erstklassigkeit gelang.

## Statistik
| Saisons | Div. | Liga                             | Platz | Anm.                                                           | Ref.  |
| ------- | ---- | -------------------------------- | ----- | -------------------------------------------------------------- | ----- |
| 2016    | 4.   | Regionalliga, Zone Ost, Gruppe D | 1.    |                                                                | [ 4 ] |
| 2017    | 3.   | Liga 3                           | 3.    | Relegation gegen den FC Guria Lantschchuti (2:1, 1:1) gewonnen | [ 4 ] |
| 2018    | 2.   | Erovnuli Liga 2                  | 5.    |                                                                | [ 5 ] |
| 2019    | 2.   | Erovnuli Liga 2                  | 3.    |                                                                | [ 6 ] |
| 2020    | 1.   | Erovnuli Liga                    | 6.    |                                                                | [ 7 ] |
| 2021    | 1.   | Erovnuli Liga                    | 6.    |                                                                |       |
| 2022    | 1.   | Erovnuli Liga                    | 7.    |                                                                |       |
| 2023    | 1.   | Erovnuli Liga                    | 8.    |                                                                |       |
| 2024    | 1.   | Erovnuli Liga                    | 9.    | Relegation gegen den FC Rustawi (2:1, 1:1 n. V.) gewonnen      | [ 8 ] |